# The Deadly Affair
The Deadly Affair is een Britse speelfilm van Sidney Lumet die werd uitgebracht in  1967. 
Het scenario is gebaseerd op de roman Call for the Dead (1961) van John le Carré.

## Verhaal
Engeland, tijdens de Koude Oorlog. Geheim agent Charles Dobbs van de Security Service krijgt de opdracht een discreet onderzoek te doen naar Samuel Fennan, diensthoofd op het Ministerie van Buitenlandse Zaken. Fennan wordt ervan verdacht communistische sympathieën te hebben. Wat later wordt Fennan dood aangetroffen, ogenschijnlijk betreft het een zelfmoord. Dobbs moet nu uitzoeken of Fennan niet werd vermoord.

## Rolverdeling
| Acteur            | Personage     |
| ----------------- | ------------- |
| James Mason       | Charles Dobbs |
| Simone Signoret   | Elsa Fennan   |
| Maximilian Schell | Dieter Frey   |
| Harriet Andersson | Ann Dobbs     |
| Harry Andrews     | Mendel        |
| Kenneth Haig      | Bill Appleby  |
| Roy Kinnear       | Adam Scarr    |
| Lynn Redgrave     | Virgin        |
| Corin Redgrave    | David         |
| Robert Flemyng    | Samuel Fennan |